# Campionat del Món de Clubs de la FIFA 2025
El Campionat Mundial de Clubs de la FIFA 2025 és un torneig internacional de clubs de futbol amb 32 equips de sis confederacions, la primera edició amb un nou format. Se celebra als Estats Units d'Amèrica del 15 de juny al 13 de juliol de 2025, seguint el model de la Copa Mundial de la FIFA. La primera edició amb el nou format es preveia per al 2021, però la pandèmia de la COVID-19 va endarrerir-la fins al 2025. El 2019, Gianni Infantino va anunciar la Xina com a seu del Mundial de Clubs 2021, però la pandèmia en va provocar la cancel·lació. Finalment, els Estats Units van ser escollits per al 2025.